# Détecteur à gaz
 (décembre 2015).
Si vous disposez d'ouvrages ou d'articles de référence ou si vous connaissez des sites web de qualité traitant du thème abordé ici, merci de compléter l'article en donnant les références utiles à sa vérifiabilité et en les liant à la section « Notes et références ».
Un détecteur à gaz est un type de détecteur de particules dont la spécificité est d'utiliser un milieu gazeux pour la détection de rayonnement par ionisations.
En instrumentation nucléaire, les détecteurs à gaz sont utilisés dans diverses applications, soit en compteurs proportionnels, soit en chambre d'ionisation ou encore pour la spectrométrie gamma.

## Quelques exemples
- Micromegas (détecteur)